# زايون (مغني)
فيليكس جيراردو أورتيز توريس ( كارولينا ، بورتوريكو ، 5 أغسطس 1981 م)، المعروف باسم زايون، هو مغني وكاتب أغاني ومنتج بورتوريكي، وعضو في الثنائي زايون و لينوكس.